# Dévald József
Dévald József (Jósvafő, 1925. augusztus 22. – Miskolc, 1982. szeptember 14.) orvos, a magyar fül-orr-gégegyógyászat egyik úttörője.

## Életpályája
Polgári család középső gyermekeként született. Egy nővére (Dévald Erzsébet) és egy húga (Dévald Margit) volt. A család magát Elzász-Lotharingiából származtatta, őseik az 1700-as évek végén betelepült francia-német ajkú kisnemesek voltak. Édesapja (Dévald József) járási főjegyző, édesanyja (Huczik Stefánia) polgári tanítónő volt. Az általános iskola első négy osztályát Bódvaszilason végezte, majd 8 osztályos gimnáziumba íratták. 1935. szeptember 1-jén, a miskolci királyi Fráter György Gimnáziumban kezdte meg középiskolai tanulmányait, majd 1939. szeptember 1-jén beiratkozott a Kassai Premontrei Kanonok Rendi Gimnáziumba, ahol 1943 májusában érettségizett kiváló eredménnyel. 1943. szeptember 1-jén felvételt nyert a budapesti Pázmány Péter Tudományegyetem Orvostudományi Karára, ahol 1950. február 17-én szerzett diplomát „summa cum laude” eredménnyel. Az elhúzódó képzés oka a háború volt: 1944. június 1-jétől a Magyar Királyi Kassai 8. sz. Honvéd Helyőrségi Kórház Parancsnokságán medikusként kisegítő szolgálatra osztották. 1944. november 1-jén Kassán besorozták leventének, majd a magyar Hunyadi Páncélos Hadosztályba osztották egészségügyi munkaszolgálatra. 1945 januárjában München mellett egységét bekerítették, ekkor amerikai hadifogságba került, ahonnan 1945. október 31-én tért vissza Magyarországra. 1950. március 1-jén a Miskolci Semmelweis Kórház Fül-Orr-Gége Osztályára került, ahol segédorvosként Dr. Vida Endre főorvos irányításával dolgozott. Szakorvosi vizsgáját a budapesti klinikán tette 1953. február 27-én „kiválóan megfelelt” eredménnyel. 1956. január 1-jén a háború sújtotta Észak-Koreába utazott, ahol a Szarivon városában működő Magyar Frontkórház Fül-Orr-Gége Osztályát vezette főorvosként. Magyarországra 1957 márciusában tért vissza. 1957. április 1-jén, 32 évesen kinevezték osztályvezető főorvosnak a Borsod-Abaúj-Zemplén Megyei Kórház fül-orr-gége osztályára. Egyetlen gyermeke született (Dévald Éva Hedvig 1955-). Unokája, dr. Karosi Tamás (1979-) jelenleg az általa alapított Osztály vezető főorvosa (2013-), valamint a Központi Műtő vezetője (2017-).

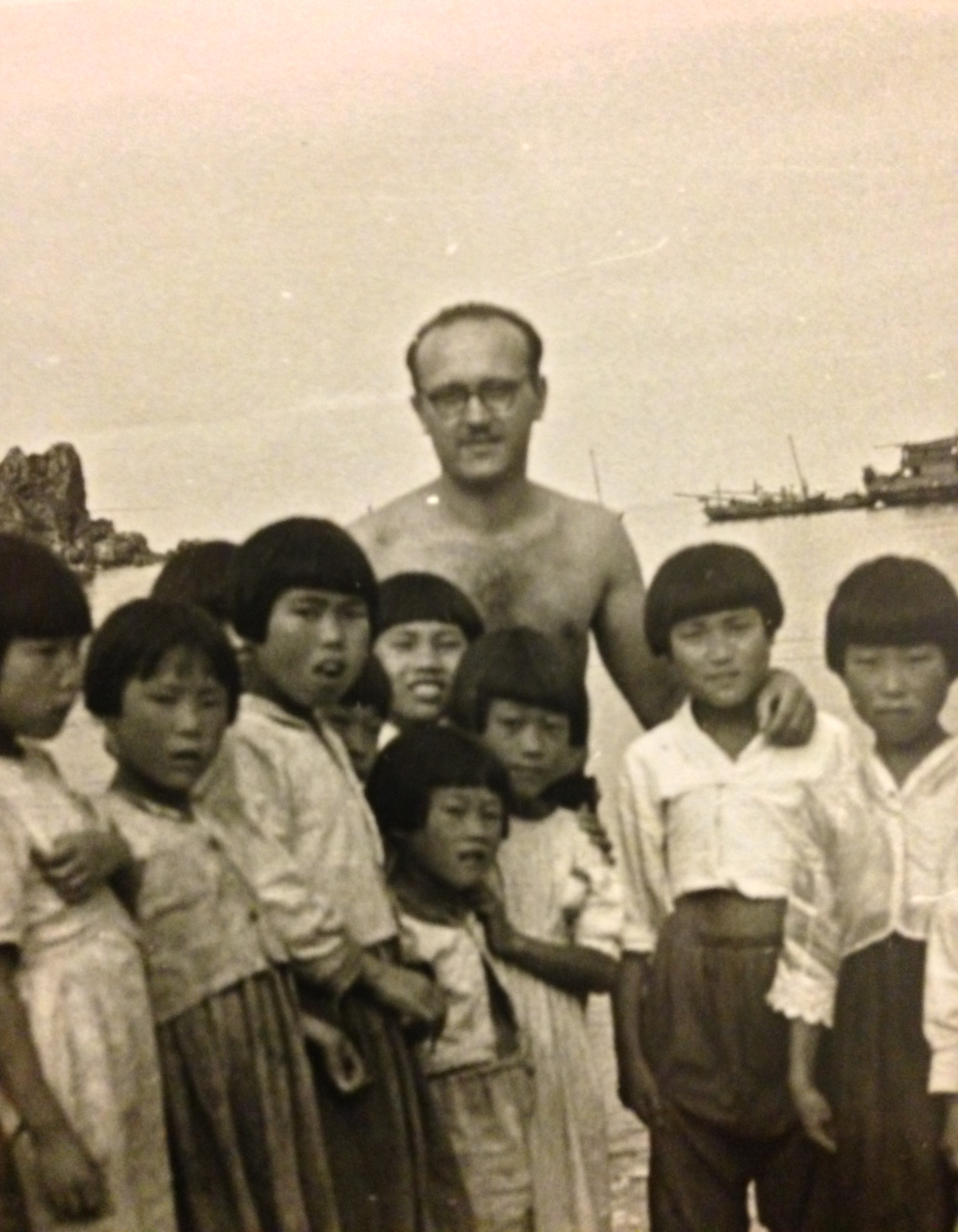
Dévald József észak-koreai gyerekekkel.

1960. óta volt tagja a Magyar Szocialista Munkáspártnak (MSZMP).  Az 1970-es évek elején a Miskolci Egyesített Kórházak osztályvezető főorvosa, majd Borsod Megyei Vezető Kórház kórházi főorvosa és az MSZMP Miskolci bizottsága egészségügyi pártbizottsági titkára volt. 1971. április 25. és 1980. március 6. között országgyűlési képviselő, mind a két ciklusban Borsod-Abaúj-Zemplén megye 2. számú egyéni választókerületében jutott képviselői mandátumhoz.

## Munkássága
Az 1960-as évek elején Magyarországon elsőként vezette be a stapedectomia műtéti technikáját, melyet az akkor még újdonságként szereplő Schucknecht-féle drót-gelfoam protézissel valósított meg. Rendkívül szigorú munkahelyi vezető hírében állt. Bár az igazsághoz hozzátartozik, hogy munkája során a saját magával szemben támasztott elvárásokhoz igazította a kollégáival, beosztottjaival kapcsolatos követelményeket is. Rendszeresen végzett cadaver műtéteket, műtéttechnikai felkészültségének fejlesztésére és ezt beosztottaitól is megkövetelte. A pathologiai osztállyal fenntartott jó és baráti kapcsolat révén, vezetése alatt egy fül-orr-gégegyógyász szakorvosjelölt csak 10 cadaver fülműtét elvégzése után végezhetett "élesben" műtétet (mastoidectomia, radicalis fülműtét, tympanoplastica). Nevéhez fűződik a Wullstein-féle alapokon nyugvó hallásjavító fülműtétek, tympanoplasticák magyarországi bevezetése.[forrás?]

Hosszas betegség után, 1982. szeptember 14-én halt meg Miskolcon. Temetésén a gyászbeszédet Dr. Bauer Miklós, a Pécsi Orvostudományi Egyetem tanszékvezető egyetemi tanára mondta el.

## Emlékezete
Köztéri mellszobrát (Szanyi Borbála alkotása) a Borsod-Abaúj-Zemplén Megyei Központi Kórház és Egyetemi Oktatókórház Fül-Orr-Gégészeti és Fej-Nyaksebészeti osztályának dolgozói, valamint a kórház vezetése állíttatta a Csillagpont Tömb előtti Gyógyítók terén  2015. szeptember 4-én, születésének 90. évfordulója alkalmából.

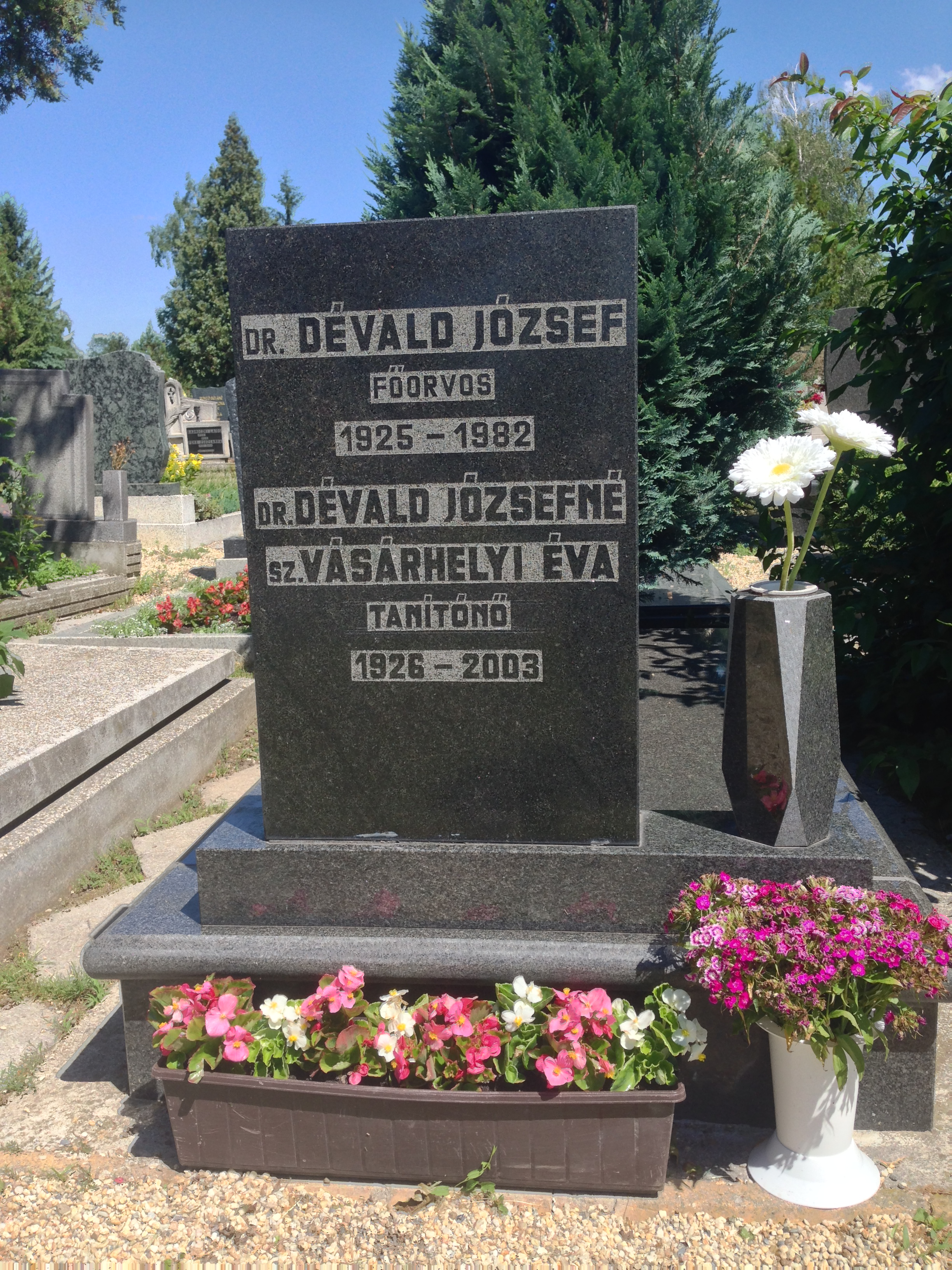
Dévald József sírja a Szentpéteri Kapui Köztemetőben Miskolcon.

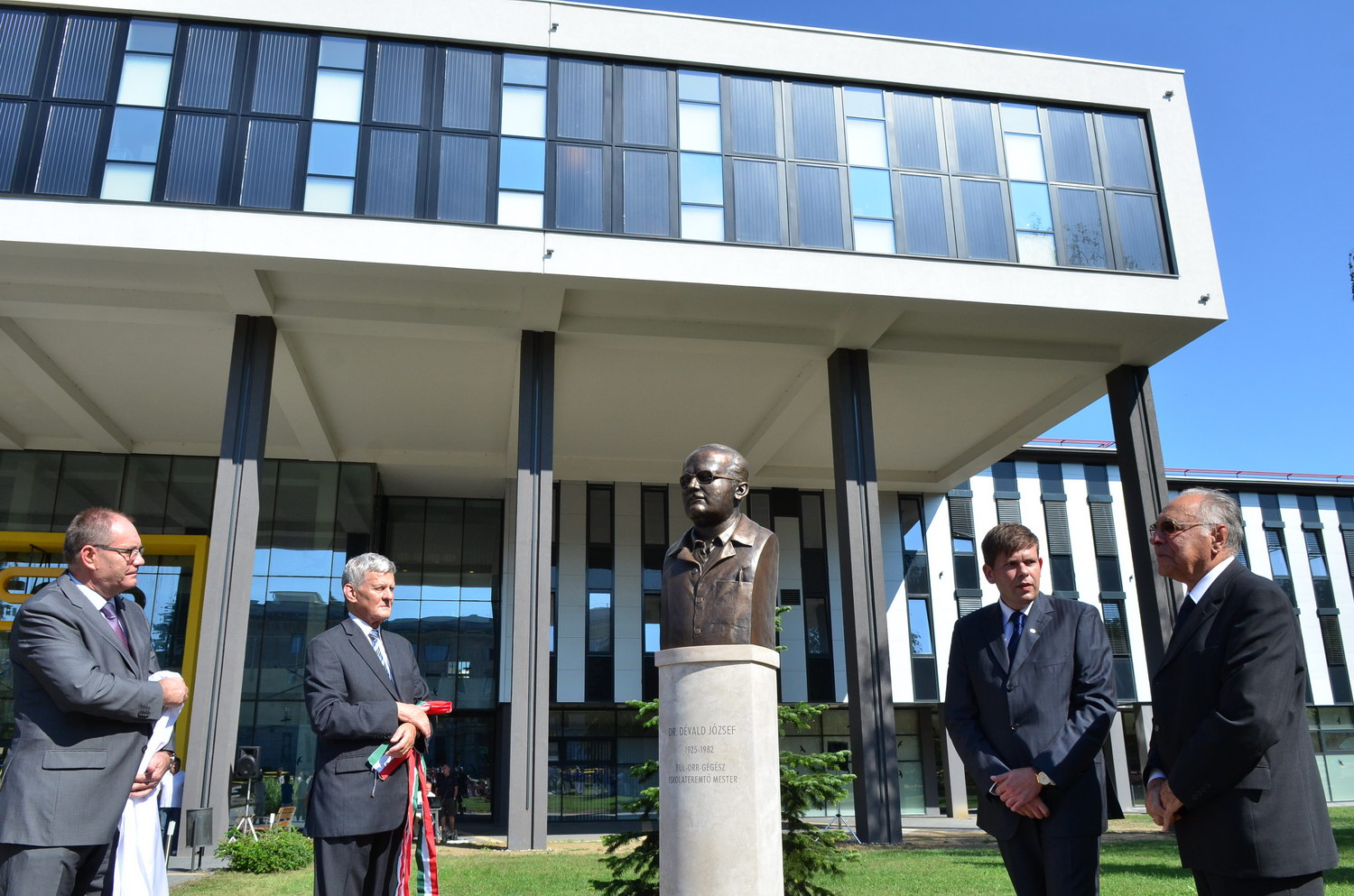
Dévald József köztéri mellszobra.

## Tisztségei
- 1962: Regionális szakfelügyelő főorvos
- 1957-1961: Borsod-Abaúj-Zemplén megyei Szakszervezeti Bizottság elnöke
- 1970-1974: kórházi szakszervezeti tanács elnöke
- 1971: Borsod-Abaúj-Zemplén megyei Egészségügyi Pártbizottság titkára
- 1966-tól az Egészségügyi Tudományos Tanács (ETT) fül-orr-gégészeti szakbizottságának tagja
- Haláláig a Magyar Fül-Orr-Gégeorvosok Egyesületének vezetőségi tagja
- Haláláig a Zajellenes Küzdelem Országos Bizottságának tagja és vezetője
- 1974-től a Magyar Audiológusok Egyesületének elnöke
- 1975-től az Országos Fül-Orr-Gégészeti Szakmai Kollégium tagja
- 1971-1979: országgyűlési képviselő
- 1975-1979: az Országgyűlés Szociális és Egészségügyi Bizottságának tagja

## Díjai, elismerései
- 1957: koreai egészségügyi miniszteri dicséret
- 1958: Az egészségügy kiváló dolgozója
- 1976: Munkaérdemrend arany fokozat
- 1978: Kiváló Munkáért arany fokozat
- 1968: Kiváló orvos
- 1975: Törzsgárda arany fokozata
- 1969 és 1976: Hűséggel a nép egészségéért kitüntetés

## Szakterületei
- Bronchológia (merevcsöves bronchoszkóp alkalmazása, idegentestek, gyermekbronchológia)
- Fülsebészet (stapedectomia az elsők között hazánkban, tympanoplastica – hallásjavító fülműtétek, középfül implantátumok használata)
- Onkológia (nyálmirigy-, gége-, algarat-, melléküreg daganatok, szervmegtartó sebészet a laryngológiában)
- Audiológia (hallókészülékkel való ellátás, audiológiai állomások létesítése, foglalkozás egészségügy)
- Orvos továbbképzés

## Főbb publikációi
- Surján L, Dévald J, Pálfalvi L. Epidemiology of hearing loss. Audiology. 1973 Sep-Dec;12(5):396-410.
- Dévald J. Hearing improving surgery in otosclerosis. Monatsschr Ohrenheilkd laryngorhinol. 1967;101(3):129-35.
- Dévald J, Schiffner G, Tolnay S. Audiologic examination of diabetics. Orv Hetil. 1966 Dec 25;107(52):2454-6.
- Dévald J. Hearing-improving surgery in otosclerosis. Orv Hetil. 1966 Feb 6;107(6):241-4.
- Devald J, Tolnay S. Our Experiences With Chronic Otitis. Orv Hetil. 1965 May 23;106:983-5.
- Devald J. Experiences With The Use Of Chlorocid Injections In Otorhinolaryngology. Orv Hetil. 1964 Aug 23;105:1607-9.
- Devald J. Therapeutic Use Of Chlorocide Ampoules In Oto-Rhino-Laryngology. Ther Hung. 1964;12:114-7.
- Devald J, Tolnay S. Potentiated local anesthesia in otorhinolaryngology. Fül-orr-gégegyógyászat. 1962 Sep;8:126-30.

## Kongresszusszervezés
- 26. Nagygyűlés 1969. szeptember 18–21. Miskolc
- 1. Intracranialis fül-orr-gégészeti szövődmények. Referálta: Lampé István
- 2. A tuba functio kliniko-pathologiája. Referálta: Dévald József
- 3. Az extra- és intratemporalis arcidegsebészet alapjai. Referálta: Székely Tamás

## Tanítványai
- Dr. Perjéssy László – A Miskolci Semmelweis Kórház osztályvezető főorvosa lett
- Dr. Rejtő Kálmán – A Haynal Imre Egészségtudományi Egyetem fül-orr-gégész docense lett
- Dr. Szakács Gábor – A Borsod-Abaúj-Zemplén megyei Kórház Fül-Orr-Gége Osztály osztályvezető főorvosa lett
- Dr. Tolnay Sándor – A Kazincbarcikai Kórház osztályvezető főorvosa lett
- Dr. Laubál István – A Sátoraljaújhelyi Kórház osztályvezető főorvosa lett
- Dr. Bangó Erzsébet – A Borsod-Abaúj-Zemplén megyei Kórház Fül-Orr-Gége Osztály főorvosa lett